# Форт-Вашингтон (Пенсільванія)
Форт-Вашингтон (англ. Fort Washington) — переписна місцевість (CDP) в США, в окрузі Монтгомері штату Пенсільванія. Населення — 5910 осіб (2020).

## Географія
Форт-Вашингтон розташований за координатами 40°8′27″ пн. ш. 75°11′33″ зх. д. / 40.14083° пн. ш. 75.19250° зх. д. (40.140771, -75.192577).  За даними Бюро перепису населення США в 2010 році переписна місцевість мала площу 8,42 км², уся площа — суходіл.

## Демографія
Згідно з переписом 2010 року, у переписній місцевості мешкало 5446 осіб у 1983 домогосподарствах у складі 1533 родин. Густота населення становила 646 осіб/км².  Було 2027 помешкань (241/км²).
Расовий склад населення:
| - 87,5 % — білих - 6,2 % — азіатів - 4,5 % — чорних або афроамериканців - 0,1 % — корінних американців |

До двох чи більше рас належало 1,3 %. Частка іспаномовних становила 1,8 % від усіх жителів.
За віковим діапазоном населення розподілялося таким чином: 24,6 % — особи молодші 18 років, 60,9 % — особи у віці 18—64 років, 14,5 % — особи у віці 65 років та старші. Медіана віку мешканця становила 44,3 року. На 100 осіб жіночої статі у переписній місцевості припадало 96,7 чоловіків;  на 100 жінок у віці від 18 років та старших — 93,0 чоловіків також старших 18 років.
Середній дохід на одне домашнє господарство  становив 156 750 доларів США (медіана — 114 667), а середній дохід на одну сім'ю — 180 261 долар (медіана — 142 281). Медіана доходів становила 102 216 доларів для чоловіків та 62 955 доларів для жінок. За межею бідності перебувало 1,1 % осіб, у тому числі 0,1 % дітей у віці до 18 років та 3,9 % осіб у віці 65 років та старших.
Цивільне працевлаштоване населення становило 3092 особи. Основні галузі зайнятості: освіта, охорона здоров'я та соціальна допомога — 28,3 %, науковці, спеціалісти, менеджери — 18,2 %, виробництво — 10,3 %, фінанси, страхування та нерухомість — 10,1 %.